# Veddriq Leonardo
Veddriq Leonardo (Pontianak, 11 marzo 1997) è un arrampicatore indonesiano, specialista della velocità, vincitore della medaglia d'oro ai Giochi olimpici di Parigi 2024.

## Carriera
Introdotto all'arrampicata al primo anno di scuole superiori, nel 2014 partecipa per la prima volta a una competizione nazionale, classificandosi tra i primi otto. Nel 2016 partecipa ai campionati nazionali juniores, vincendo la medaglia di bronzo.
La prima competizione internazionale a cui partecipa è la Coppa del mondo di arrampicata 2018, a Mosca, dove ottiene una medaglia di bronzo. Nella competizione otterrà, nelle edizioni 2021, 2022 e 2023, tre medaglie d'oro, una per edizione.
Nel 2019, invece, partecipa ai Campionati asiatici di arrampicata, dove ottiene una medaglia d'oro e una d'argento mentre tre anni dopo nella medesima competizione collezione un altro argento. Nel 2022 vice anche la gara di arrampicata ai Giochi mondiali 2022.
Nel 2024, infine, vince la medaglia d'oro ai Giochi olimpici di Parigi 2024.

## Palmarès
- Giochi olimpici

 Oro a Parigi 2024 nella velocità.
- Giochi mondiali

 Oro a Birmingham 2022 nell'arrampicata.
- Coppa del mondo di arrampicata

2018:  Bronzo nella velocità.
2021:  Oro nella velocità.
2022:  Oro nella velocità.
2023:  Oro nella velocità.
- Giochi asiatici

Giacarta-Palembang 2018:  Oro nella staffetta.
Hangzhou 2022:  Argento nella staffetta e  Bronzo nella velocità.
- Campionati asiatici di arrampicata

Bogor 2019:  Oro nella velocità e  Argento nella staffetta.
Seoul 2022:  Argento nella velocità.